# Iphiaulax mirabilis
Iphiaulax mirabilis är en stekelart som först beskrevs av Hedwig 1957.  Iphiaulax mirabilis ingår i släktet Iphiaulax och familjen bracksteklar. Inga underarter finns listade i Catalogue of Life.